# Herbignac

Localització de Herbignac

Herbignac (en bretó Erbigneg, en gal·ló Erbeinyac ) és un municipi francès, situat a la regió de país del Loira, al departament de Loira Atlàntic, que històricament ha format part de la Bretanya. L'any 2006 tenia 5.117 habitants. Limita amb els municipis de Missillac a l'est, La Chapelle-des-Marais, Saint-Joachim, Saint-Lyphard, Saint-Molf i Assérac a Loira Atlàntic, Férel i La Roche-Bernard a Morbihan.

## Demografia
| Evolució de la població Ehess i INSEE |       |       |       |       |      |       |       |       |
| 1793                                  | 1800  | 1806  | 1821  | 1831  | 1836 | 1841  | 1846  | 1851  |
| 2 755                                 | 2 086 | 1 999 | 2 920 | 3 175 | -    | 3 176 | 3 327 | 3 555 |

| 1856  | 1861  | 1866  | 1872  | 1876  | 1881  | 1886  | 1891  | 1896  |
| ----- | ----- | ----- | ----- | ----- | ----- | ----- | ----- | ----- |
| 3 478 | 3 672 | 3 784 | 3 895 | 3 964 | 4 152 | 4 153 | 4 219 | 4 199 |

| 1901  | 1906  | 1911  | 1921  | 1926  | 1931  | 1936  | 1946  | 1954  |
| ----- | ----- | ----- | ----- | ----- | ----- | ----- | ----- | ----- |
| 4 172 | 4 150 | 4 110 | 3 540 | 3 443 | 3 416 | 3 325 | 3 122 | 3 028 |

| 1962  | 1968  | 1975  | 1982  | 1990  | 1999  | 2006 | 2011 | 2016 |
| ----- | ----- | ----- | ----- | ----- | ----- | ---- | ---- | ---- |
| 3 037 | 3 078 | 3 239 | 3 778 | 4 175 | 4 353 | -    | -    | -    |

| 2019 | - | - | - | - | - | - | - | - |
| ---- | - | - | - | - | - | - | - | - |
| -    | - | - | - | - | - | - | - | - |

## Administració
| Període     | Identitat                                           | Partit |
| ----------- | --------------------------------------------------- | ------ |
| 1792- 1800  | Jean Marie Crusson                                  |        |
| 1800- 1801  | Pierre Frehel (maire provisoire)                    |        |
| 1801-1803   | Gabriel Delaunay (notaire et commissaire du canton) |        |
| 1803-1813   | Claude Lizeul (notaire)                             |        |
| 1813- 1814  | Louis le Bail (notaire et procureur)                |        |
| 1814- 1824  | Joseph Chomart                                      |        |
| 1824-1830   | M. de l'Essoy (chev. de Saint Louis)                |        |
| 1830- 1832  | M. Delaunay                                         |        |
| 1832-1848   | Claude Lizeul                                       |        |
| 1848-1852   | M. Chomard de Kerdavy                               |        |
| 1852- 1853  | Jean-Baptiste Laroque                               |        |
| 1853- 1863  | Alexandre Aupinel                                   |        |
| 1863-1871   | Adolphe Danard                                      |        |
| 1871-1881   | Charles Corbun                                      |        |
| 1881-1881   | Adolphe Tande                                       |        |
| 1882- 1882  | Barthélémy Cado                                     |        |
| 1882- 1894  | Charles Corbun de Kerobert                          |        |
| 1894- 1908  | Hippolyte de la Morandais                           |        |
| 1908-1919   | Félix Bourbousson                                   |        |
| 1919 - 1929 | René de la Monneraye                                |        |
| 1929- 1945  | Jean Loisons                                        |        |
| 1945-1963   | Jacques Chombart de Lauwe                           | RGRIF  |
| 1963- 1970  | Marc Lefèvre d'Argencé                              |        |
| 1970-1989   | Pierre Siret                                        |        |
| 1989- 2008  | Charles Moreau                                      | PS     |
| 2008-       | Pascal Noël-Racine                                  | PS     |